# Una donna tutta sbagliata (album)
Una donna tutta sbagliata è un album di Ombretta Colli, pubblicato per la Fonit Cetra nel 1984. 
Cocco fresco cocco bello/Evaristo, primo singolo che anticipò l'album, fu presentato al Festivalbar 1983, mentre il secondo singolo estratto fu Milano d'estate. Tutti e tre i brani  sono stati composti dal duo Battiato/Pio che firma anche gli arrangiamenti dell'intero disco. In alcune stampe del brano Cocco fresco, cocco bello Battiato si cela sotto lo pseudonimo Kui. 

## Tracce
Arrangiamenti di Franco Battiato e Giusto Pio.
1. L'Amica (Se Vuoi) (G. Gaber, O. Colli, S. Luporini)
2. Non ci sono più uomini (G. Gaber, S. Luporini)
3. Luigi e gli americani (G. Gaber, O. Colli)
4. Milano d'estate (O. Colli, S. Cosentino, F. Battiato, G. Pio)
5. Marilyn (G. Alloisio, G. Martini)
6. Cocco fresco, cocco bello (O. Colli, F. Messina, F. Battiato, G. Pio)
7. Con quella faccia da italiano (G. Gaber, O. Colli, S. Luporini)
8. Sarà che me ne frego (G. Gaber, O. Colli, S. Luporini)